# Kenso
Kenso es un grupo japonés de rock/rock progresivo y jazz fusión. Comenzó su andadura en 1974 y publicó su primer disco, Kenso I, en 1980. Desde entonces, ha publicado más de una decena de álbumes. El líder del grupo es el guitarrista Yoshihisa Shimizu, que se gana la vida como dentista. Entre sus discos, el crítico Paul Stump destaca como imprescindibles para los fanes del rock progresivo Esoptron (1999) y Fabulis Mirabilibus de Bombycosi Scriptis (2002). A pesar de las circunstancias, Kenso es considerado un grupo con legado de culto.
Las composiciones de Kenso son piezas instrumentales, en las que se ha señalado la influencia de músicos de jazz como Pat Metheny y Chick Corea y de grupos de rock progresivo de la escena de Canterbury como Camel y National Health.

## Discografía
- Kenso (1980)
- Kenso II (1982)
- Kenso 3rd (1985)
- Music For Five Unknown Musicians (1985)
- In Concert (1986)
- Self Portrait (1987, recopilación de sus dos primeros discos)
- Sparta (1989)
- Yume No Oka (1991)
- Live 92 (1993, en directo)
- Zaiya Live (1996, en directo)
- In the West (1998, en directo)
- Esoptron (1999)
- Kenso 76/77 (2000, maquetas grabadas antes de su primer disco)
- 25th Anniversary Live CD "Ken-Son-Gu-Su" (2000, en directo)
- Fabulis Mirabilibus de Bombycosi Scriptis (2002)